# Nya Dala-Stenåsen
Nya Dala-Stenåsen este o arie protejată (arie specială de conservare — SAC, sit de importanță comunitară — SCI) din Suedia întinsă pe o suprafață de 151,4 ha, integral pe uscat.

## Localizare
Centrul sitului Nya Dala-Stenåsen este situat la coordonatele 58°15′22″N 13°45′19″E / 58.2561°N 13.7553°E.

## Înființare
Situl Nya Dala-Stenåsen a fost declarat sit de importanță comunitară în ianuarie 1998 pentru a proteja 1 specie de plante și 2 specii de animale. Situl a fost protejat și ca arie specială de conservare în martie 2011.

## Biodiversitate
Situată în ecoregiunea boreală, aria protejată conține 6 habitate naturale: Pajiști uscate seminaturale și facies de acoperire cu tufișuri pe substraturi calcaroase (Festuco-Brometalia) (* situri importante pentru orhidee), Alvar nordic și șisturi calcaroase precambriene, Fânețe de joasă altitudine (Alopecurus pratensis, Sanguisorba officinalis), Mlaștini alcaline, Pajiști cu Molinia pe soluri calcaroase, turboase sau argilos-nămoloase (Molinion caeruleae), Pajiști fino-scandinave uscate până la mezice, bogate în specii de altitudine mică.
La baza desemnării sitului se află mai multe specii protejate:
- plante (1): Tortella rigens
- amfibieni (1): triton cu creastă (Triturus cristatus)
- nevertebrate (1): Vertigo genesii